# Baruga
Le baruga est une langue papoue parlée en Papouasie-Nouvelle-Guinée, dans la province d'Oro.

## Classification
Le baruga fait partie des langues binandéréennes qui sont rattachées à la famille de langues de trans-Nouvelle-Guinée.

## Phonologie
Les consonnes du baruga

### Consonnes
|              |              | Bilabiales | Dentales | Dorsales | Dorsales |
| ------------ | ------------ | ---------- | -------- | -------- | -------- |
| Palatales    | Vélaires     | Bilabiales | Dentales |          |          |
| Occlusives   | Sourde       |            | t [t]    |          | k [k]    |
| Occlusives   | Sonore       | b [b]      | d [d]    |          | g [g]    |
| Occlusives   | Prénasale    | mb [m͡b]    | nd [n͡d]  |          | ŋg [ŋ͡g]  |
| Fricative    | Sourde       | ɸ [ɸ]      | s [s]    |          | ɣ [ɣ]    |
| Fricative    | Sonore       | β [β]      |          |          |          |
| Affriquée    | Affriquée    |            |          | dʒ [d͡ʒ]  |          |
| Nasale       | Nasale       | m [m]      | n [n]    |          |          |
| liquide      | liquide      |            | l [l]    |          |          |
| semi-voyelle | semi-voyelle |            |          | j [j]    |          |

## Sources
- (en) Donohue, Mark, The Papuan Language of Tambora, Oceanic Linguistics, 46:2, pp. 520-537, 2007.